# Orazio Gianuzio della Mantia
Orazio Gianuzio della Mantia (Amantea, 1550 circa – Amantea, 1610) è stato uno scacchista italiano.

## Opera scacchistica
Orazio Gianuzio, vero nome Orazio Giannuzzi Savelli, appartenente alla nobile famiglia dei Giannuzzi Savelli di Amantea (figlio di Giovan Vincenzo Giannuzzi Savelli e di Donna Beatrice Cavallo dei Patrizi di Amantea), fu militare di alto grado, prima al servizio dell'Arciduca d'Austria, Mattia d'Asburgo, governatore dell'Austria e in seguito Imperatore, e poi del Conte Francesco Martinengo, generale dell'Altissima Serenissima di Savoia. Dedicò nel 1593 un manoscritto dal titolo Libro nel quale si tratta della Maniera di Giuocar'à Scacchi, con alcuni sottilissimi Partiti a Mattia d'Austria e nel 1597 diede in stampa a Torino lo stesso testo, dedicandolo questa volta al conte Francesco Martinengo Colleoni di Malpaga.
L'opera si occupa di aperture con e senza vantaggi secondo le regole italiane, e di partiti principalmente tratti dai manoscritti del Polerio. Il libro è una rarità bibliografica che ebbe scarsa diffusione. Domenico Lorenzo Ponziani giudicò il Gianuzio  giuocatore più che mediocre e meritevole di estimazione distinta.
Il suo trattato è il più antico libro di scacchi italiano sulla teoria del gioco.